# San Martín de Valdeiglesias
San Martín de Valdeiglesias er en by og kommune i det centrale Spanien i Madrid-regionen. Den har et indbyggertal på 9.159 (2024) indbyggere.